# Anomodontia
Die Anomodontia sind die größte Gruppe der Therapsiden („frühe Säugerverwandte“). Sie waren vom Mittelperm (Guadalupium) bis zum Unterjura weltweit verbreitet. 2003 wurde ein Schädelfragment aus Australien beschrieben, das aus der Unterkreide stammt und zu einem Anomodonten aus der Gruppe der Dicynodontia gehören soll. Anomodonten wurden auch auf dem Antarktischen Kontinent gefunden. Bisher wurden über 40 Gattungen beschriebenen, aber durch Neuentdeckungen, vor allem in Russland und China, ist mit weiteren neuen Gattungen zu rechnen.

## Merkmale
Die Anomodontia waren meist große, herbivore Tiere. Die größten Vertreter erreichten die Größe eines Flusspferds. Zu ihren Merkmalen gehören eine Verkürzung der Schnauzenregion des Schädels, ein großes Scheitelbein, ein reduzierter seitlicher Flügel des Flügelbeins, ein tief sitzendes Unterkiefergelenk, die Verkleinerung der Zähne des Oberkiefers von vorn nach hinten, sowie ein meist zahnloser Unterkiefer. Vor dem Kreuzbein hatten sie meist 26 Wirbel, das Kreuzbein selbst bestand aus vier bis sechs Wirbeln.
Die Dicynodontia verloren schließlich, bis auf zwei große Hauer im Oberkiefer, den größten Teil, einige Formen auch die gesamte Bezahnung, und entwickelten stattdessen einen Hornschnabel, ähnlich dem der Schildkröten.

## Systematik
Die meisten Anomodontia stellen die Dicynodontia. Daneben gehören zu ihnen noch einige primitiverer Taxa aus Russland sowie die lediglich durch vier Fossilfunde nachgewiesenen Dromasauroidea aus Südafrika.

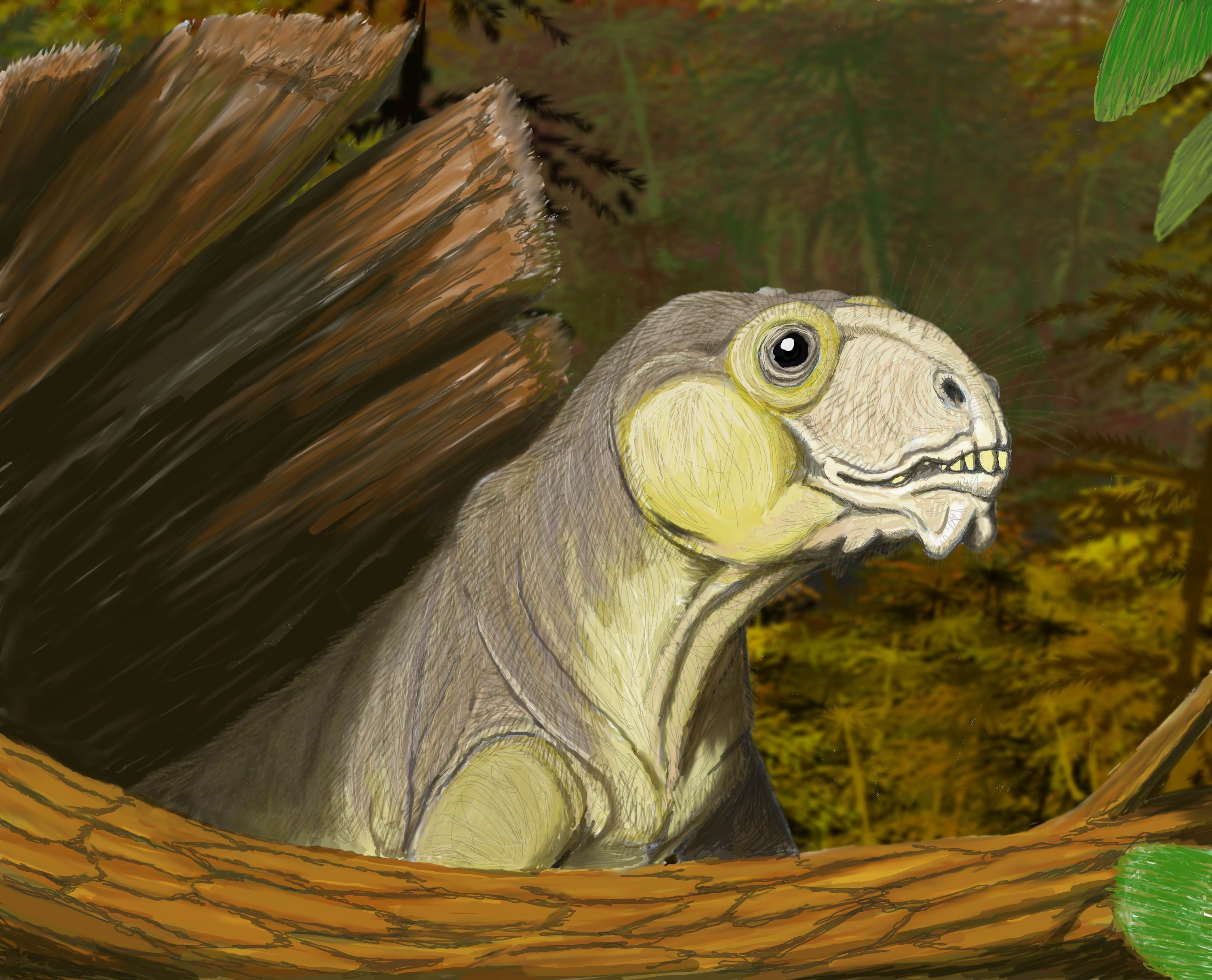
Ulemica

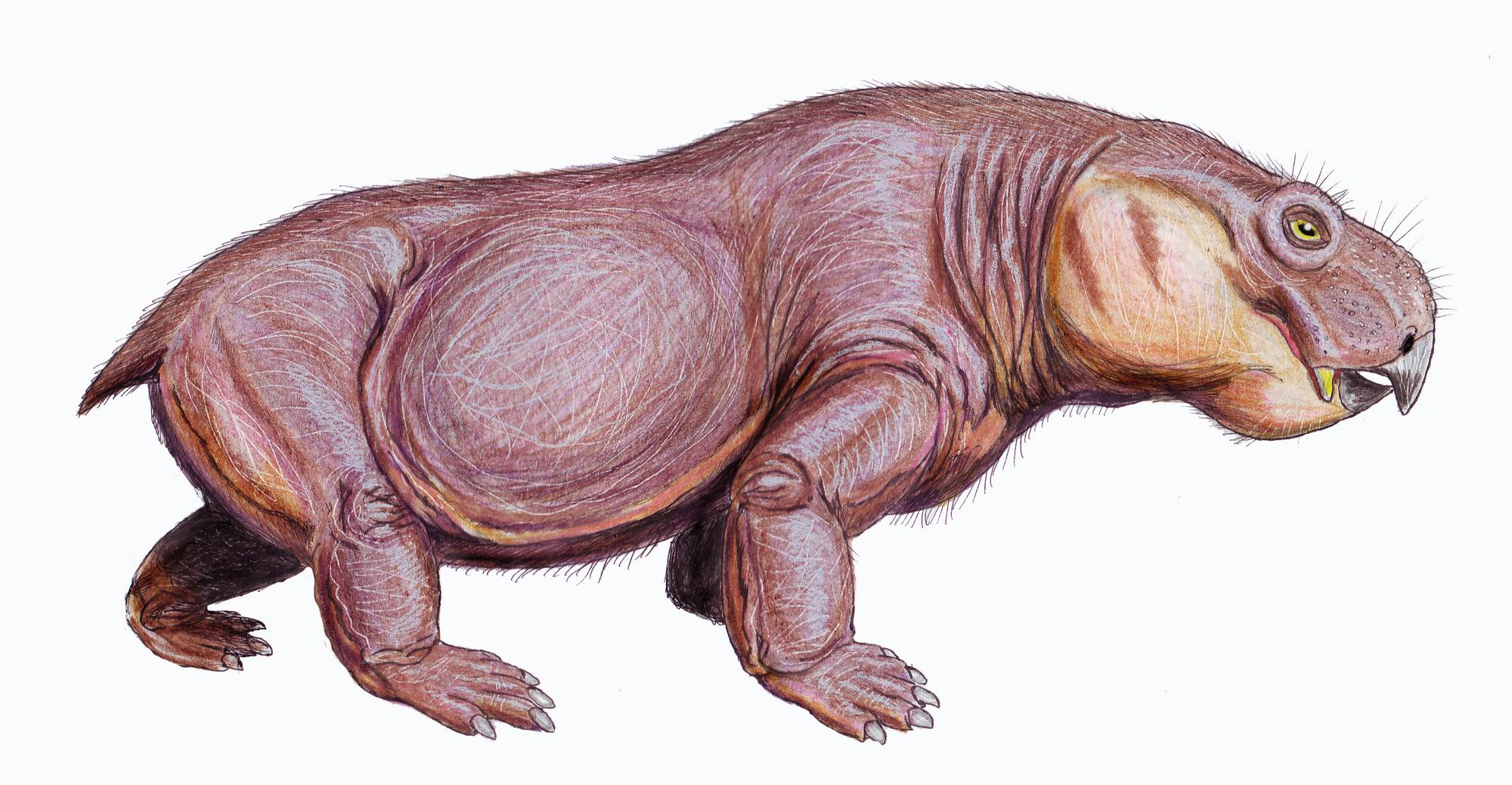
Australobarbarus

- Anomodontia
  - Anomocephalus
  - Aulacocephalodon
  - Australobarbarus
  - Cistecephalus
  - Patranomodon
  - Venyukovioidea
    - Venjukovia
    - Otsheria
    - Suminia
    - Ulemica

  - Dromasauroidea
    - Galechirus
    - Galeops
    - Galepus

  - Dicynodontia